# فيلادلفيا فيليز
فيلادلفيا فيليز هو فريق كرة قاعدة أمريكي أٌسس عام 1883. يلعب الفريق في دوري كرة القاعدة الرئيسي.